# Rochlitz (zamek)
Rochlitz (niem. Schloss Rochlitz) – zamek w Rochlitz w Niemczech, w kraju związkowym Saksonia, powstały prawdopodobnie w X w., w średniowieczu siedziba margrabiów Miśni z rodu Wettynów.

## Historia
Zamek powstał prawdopodobnie w połowie X w. jako część systemu obronnego Marchii Miśnieńskiej. Na przełomie tysiącleci znalazł się w rękach przedstawicieli rodu Ekkehardynów. Pierwsza wzmianka w źródłach o zamku odnosi się do roku 1009 i dotyczy jego spalenia przez margrabiego Guncelina. Przybywali tu ze swymi dworami średniowieczni królowie Niemiec: w 1046 Henryk III, w 1068 Henryk IV.
W 1143 zamek stał się własnością margrabiego Miśni Konrada Wielkiego i odtąd przez stulecia pozostawał w rękach kolejnych przedstawicieli rodu Wettynów. Rozbudował go w XII w. syn Konrada, Dedo, on też miał uczynić z położonej pod zamkiem osady miasto. Obiekt rozbudowywał także w XIV w. Wilhelm I Jednooki, który nadał mu charakter rezydencji margrabiowskiej. W końcu XV w. zamek przeszedł kolejną przebudowę i stał się siedzibą wdowią Amalii, siostry ówczesnych książąt saskich Ernesta i Albrechta. W XVI w. Rochlitz był siedzibą kolejnej wdowy, Elżbiety, synowej Jerzego Brodatego i gorliwej propagatorki reformacji. W końcu XVI w. zamek przeszedł kolejną rozbudowę, staraniem Chrystiana I, który przekształcił go w zamek myśliwski. W dobie wojny trzydziestoletniej przechodził z rąk do rąk. 
Na początku XVIII w. rozebrano zniszczony ogniem dolny zamek. W XIX w. budowlę przekształcano na potrzeby wymiaru sprawiedliwości. Oprócz sądu znajdował się tutaj także areszt i archiwum. W 1945 zamek krótko służył wojskom amerykańskim jako obóz dla żołnierzy Wehrmachtu, potem przez pewien czas wykorzystywany był przez NKWD. Za czasów NRD funkcjonowała tu szkoła muzyczna i żłobek.
W 1995 zamek został przejęty przez władze landu na cele muzealne: istniejące tu już od XIX w. muzeum poszerzono, a sam zamek odrestaurowano.

## Architektura
Przeznaczony początkowo do celów obronnych zamek był wielokrotnie przebudowywany i nosi cechy różnych stylów architektonicznych, począwszy od romańskiego do renesansowego. Główną część zamku stanowi obszerny kompleks rezydencjonalny, liczący ok. 900 m². Z końca XV w. pochodzi kaplica zamkowa z sklepieniem gwiaździstym, w której znajdują się także fragmenty malowideł ściennych wykonanych techniką al secco. Charakterystycznym elementem architektury zamku są dwie wieże (o wysokości ponad 50 m, nazywane Lichte Jupe i Finstere Jupe) upodabniające zamek do budowli sakralnej. Pierwotnie miały one służyć celom mieszkalnym, faktycznie pełniły inne funkcje, znalazły się w nich m.in. izba tortur i biblioteka.

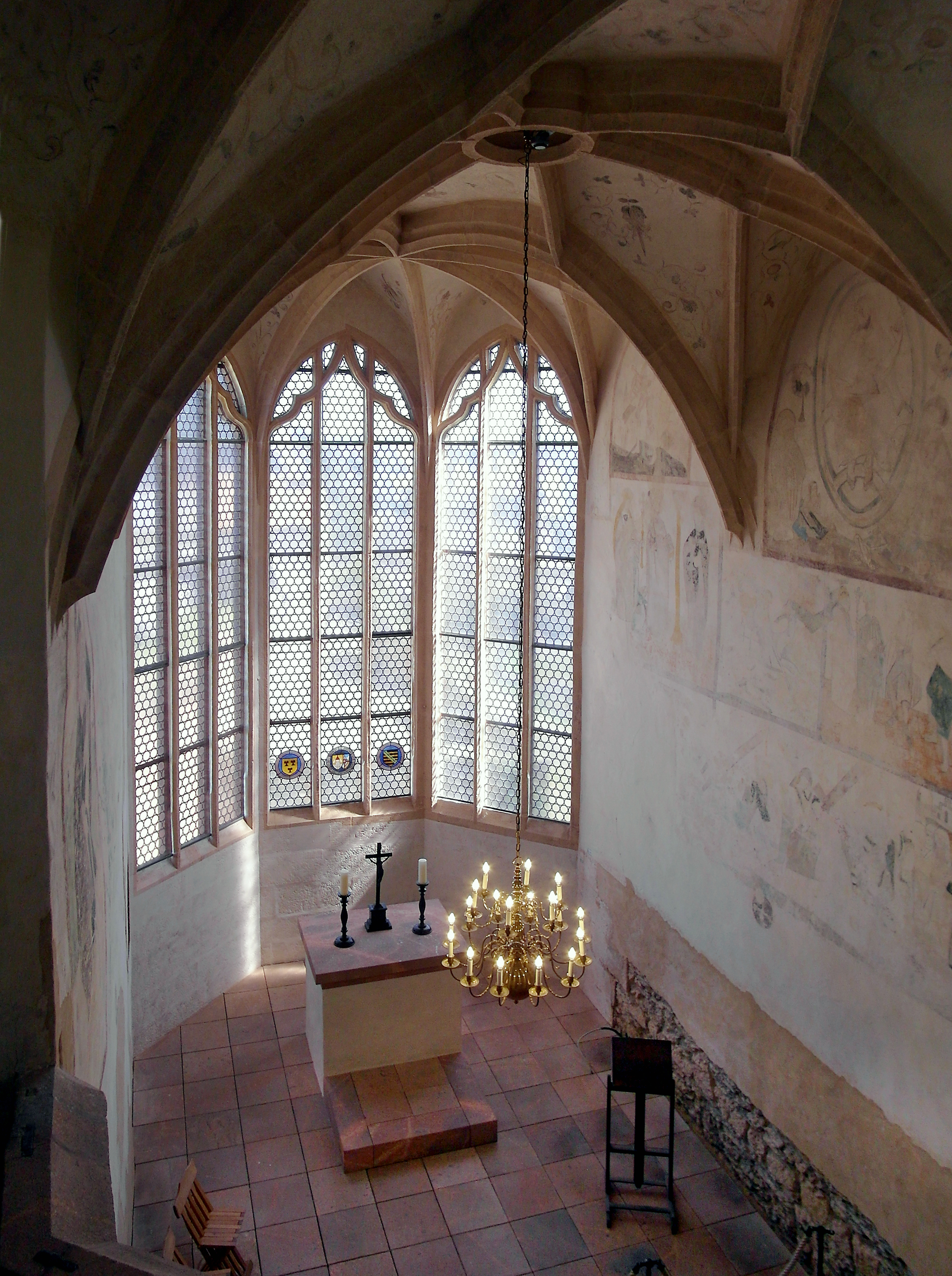
Wnętrze kaplicy zamkowej
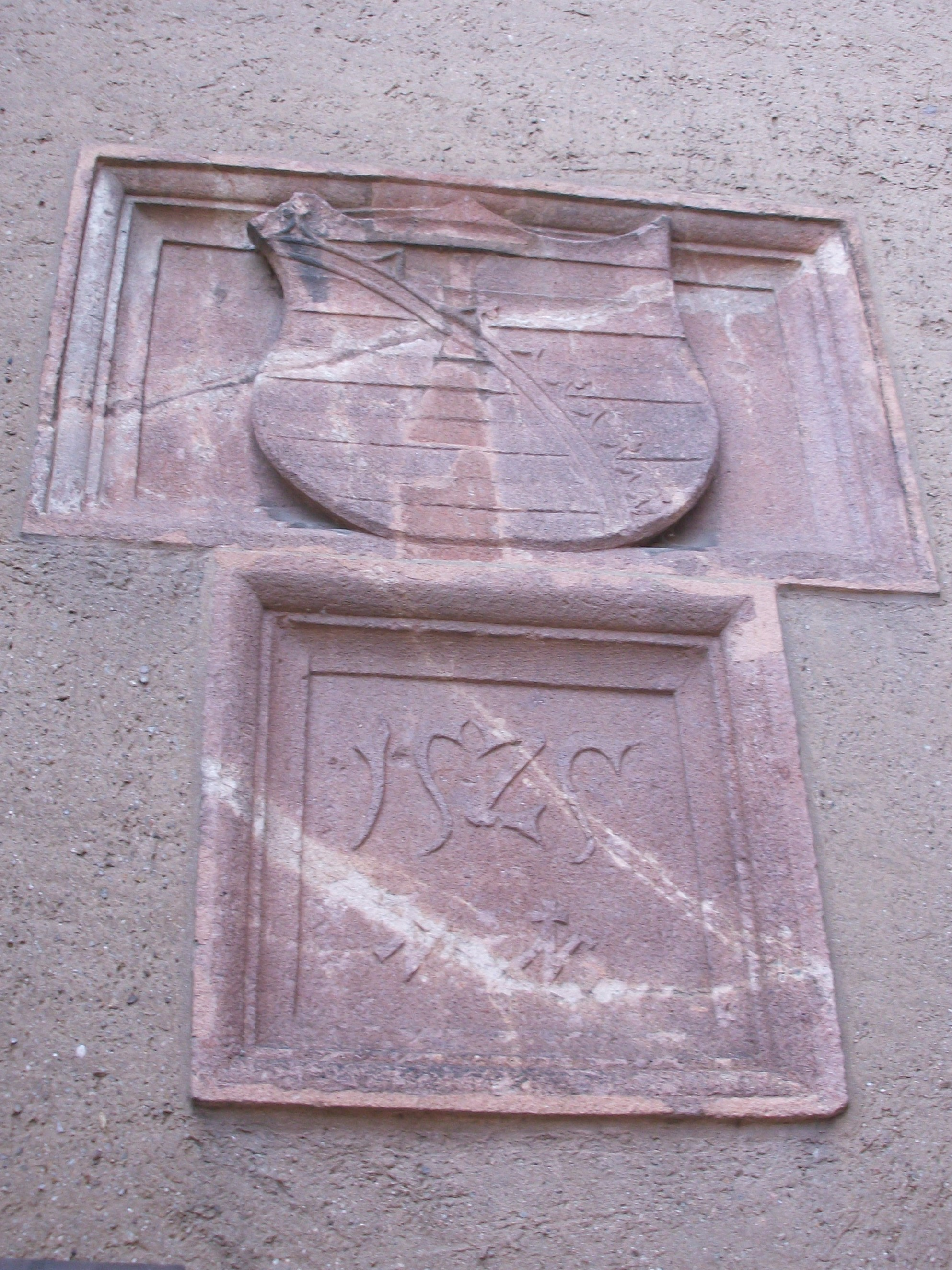
Herb Saksonii, 1525 rok